# 죽음의 성물

죽음의 성물(영어: Deathly Hallows)은 조앤 롤링의 소설 「해리 포터」에 등장하는 사물들이다.

## 기원
죽음의 성물은 해리 포터와 죽음의 성물에서 나온 시집인 음유시인 비들 이야기 중 하나인 「삼 형제 이야기」에 나온다.
옛날 어느 먼 옛날 삼형제가 살았어요. 삼형제는 길을 걸어가다 다리를 만났어요. 하지만 그 다리는 죽음의 함정이었고 많은 사람들이 그 다리 때문에 죽음의 곁에 갔어요. 하지만 똑똑한 세 형제는 마법으로 다리를 만들어 건넜어요. 이에 화가 난 죽음은 삼형제 앞에 나타나 그들을 꼬드겼어요. 죽음은 삼형제들이 원하는 것 한 가지씩 소원을 들어주겠다고 했지요. 그러자 첫째는 '세상에서 가장 강해지고 싶다'고 했고 둘째는 '죽은 사람도 살릴 수 있게 해 달라'고 했으며 셋째는 '죽음을 피해서 다리를 안전하게 건너게 해달라'고 했어요. 죽음은 첫째에게 자신의 딱총나무 지팡이를 내주었어요. 그리고 둘째에게는 부활의 돌을, 셋째에게는 자신의 투명 망토를 벗어서 주었지요. 그날 밤 첫째는 한 여관에 가서 사람들에게 마법 실력을 자랑했지요. 하지만 그 지팡이가 탐난 한 사람이 첫째가 코를 골며 잘 때 몰래 방에 들어가 첫째의 목을 깊숙하게 베었어요. 그렇게 죽음은 첫째의 목숨을 차지했어요. 둘째는 자신의 집으로 돌아가 사랑했지만 일찍 죽었던 자신의 첫사랑을 불러냈어요. 하지만 그녀는 이 세상 사람이 아니었기 때문에 답답했던 둘째는 결국 그녀의 곁으로 갔어요. 그렇게 죽음은 또다시 둘째의 목숨을 가져갔어요. 하지만 죽음은 셋째를 어디에서도 보지를 못했어요. 세월이 흘러 셋째가 할아버지가 되자, 자신의 투명 망토를 아들에게 주고는 그때서야 죽음의 친구가 되어 따라갔어요.
 — 음유시인 비들 이야기 中.

## 성물

### 딱총나무 지팡이
세상에서 가장 강하다는 지팡이이지만 피를 불러온다. 삼형제중 첫째인 안티오크 피브렐이 소유했었다.

#### 딱총나무 지팡이를 소유한 사람
에머릭 → 에그베르트, 고데롯 → 히어워드,  바르나바 데버릴 → 로지어스 → 그레고로비치 → 그린델왈드 → 덤블도어 →  말포이→ 해리 포터->

### 부활의 돌
죽은 사람의 영혼을 저승에서 불러올 수 있다. 하지만 완전한 사람을 불러내지 못한다. 삼 형제중 둘째인 카드모스 피브렐이 소유했다.

#### 부활의 돌을 소유한 사람
곤트 가문 → 볼드모트 (호크룩스로 만들어 숨겨둠) → 덤블도어 → 해리포터 → 호그와트 금지된 숲 어딘가에 분실

### 투명 망토
몸을 숨길 수 있으며 어떠한 마법으로도 투명 망토를 꿰뚫어 볼 수 없다. 단, 앨러스터 무디의 마법의 눈은 투명 망토를 꿰뚫어 볼 수 있다. 삼 형제 중 셋째인 이그노투스 피브렐이 소유했었다. 이그노투스 피브렐 가문의 가보다.

#### 투명 망토를 소유한 사람
이그노투스 피브렐 → 이그노투스 피브렐의 후손들 → 제임스 포터 → 해리 포터 → 제임스 포터 2세